# Hans-Gerd von Rundstedt

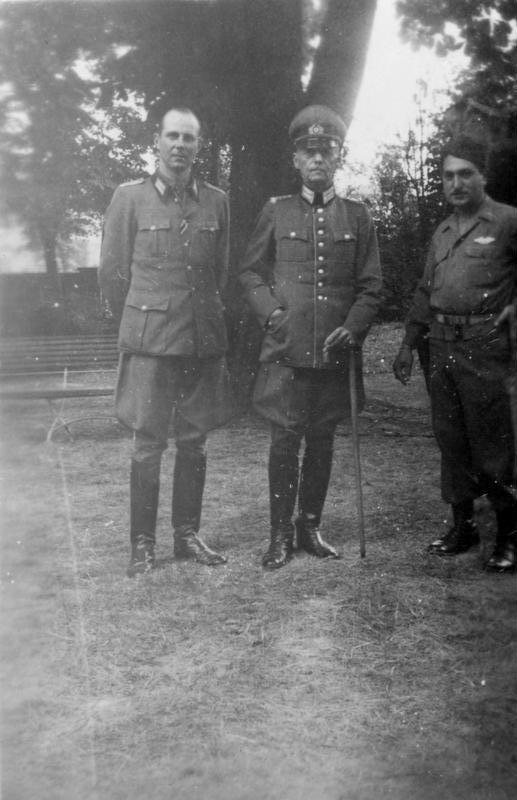
Gerd von Rundstedt und sein Sohn Hans Gerd von Rundstedt nach ihrer Gefangennahme im Jahr 1945

Hans-Gerd von Rundstedt (* 21. März 1903 in Kassel; † 12. Januar 1948 in Hannover) war ein deutscher Historiker und Bibliothekar.

## Familie
Hans-Gerd von Rundstedt war der Sohn des späteren Generalfeldmarschalls Gerd von Rundstedt (1875–1953) und dessen Ehefrau Luise (Bila) von Götz (1878–1952).
Am 19. September 1935 heiratete er in Berlin Editha von Oppen (* 21. Oktober 1901 Neiße; † 23. April 1982 Hannover). Aus der Ehe gingen folgende Kinder hervor:
- Barbara (* 1936) ⚭ 1968 Konstantinos Papanastasiou (* 1922)
- Gerd (* 1938) ⚭ 1974 Catharina Freiin von Thott (* 1947)
- Eberhard (* 1940) ⚭ 1968 Catharina von Oppen (* 1943)
- Editha (* 1942) ⚭ 1971 Joachim (Jochen) Vogler (* 1930)

## Leben
Er studierte Geschichte, Philosophie, Nationalökonomie und Kunstgeschichte an der Universität Freiburg/Br. und promovierte dort im Jahre 1927. Sein Eintritt in den höheren Bibliotheksdienst begann 1935 an der Universitätsbibliothek Berlin, die hierfür erforderliche Fachprüfung erfolgte 1937 an der Preußischen Staatsbibliothek. Anschließend war er wieder an der Universitätsbibliothek Berlin tätig, außerdem habilitierte er sich 1937 für das Fach Geschichte an der Universität Münster. 1942 wurde er an die Deutsche Heeresbücherei (Abt. Kriegsgeschichte) in Berlin abkommandiert, anschließend folgte er als Leutnant im Stab seines Vaters. Zusammen mit ihm kam er am Ende des Zweiten Weltkriegs zunächst in amerikanische, dann britische Kriegsgefangenschaft, die er erst Anfang 1947 verlassen konnte. Er starb Anfang 1948 an einer Krebserkrankung. 
Die wissenschaftlichen Arbeiten Hans-Gerd von Rundstedts konzentrierten sich vor allem auf die Wirtschaftsgeschichte und die Geschichte der Hanse.

## Schriften
- Die Regelung des Getreidehandels in den Städten Südwestdeutschlands und der deutschen Schweiz im späteren Mittelalter und im Beginn der Neuzeit (= Vierteljahresschrift für Sozial- und Wirtschaftsgeschichte, Beihefte, Bd. 19). Kohlhammer, Stuttgart 1930 (Dissertation Universität Freiburg/Br.).
- Die Wirtschaftsethik des Hugo von Trimberg. In: Archiv für Kulturgeschichte, Jg. 1936, S. 61–72.
- Die Hanse und der Deutsche Orden in Preußen bis zur Schlacht von Tannenberg (1410). Böhlau, Weimar 1937 (Habilitationsschrift Universität Münster).
- Hansisches Urkundenbuch 1434–1441. Böhlau, Weimar 1939.